# Brampton, Lincolnshire
Brampton är en civil parish i Storbritannien.   Den ligger i grevskapet Lincolnshire och riksdelen England, i den sydöstra delen av landet, 200 km norr om huvudstaden London.